# Monte Liamuiga
O Monte Liamuiga é um estratovulcão, que se localiza na ilha de São Cristóvão, em São Cristóvão e Neves, no Caribe, e atinge os 1156 m de altitude. É considerado o monte mais alto do país. Sua última erupção ocorreu há cerca de 1800 anos.
O nome do monte é derivado do idioma dos caraíbas, e significa "terra fértil".